# Mémorial Van Damme 2016
Navigation
Édition précédente Édition suivante
Le Mémorial Van Damme 2016 est la 40e édition du Mémorial Van Damme qui se déroule le 9 septembre 2016 au stade Roi Baudouin de Bruxelles, en Belgique. Il constitue la dernière étape et l'une des deux finales de la Ligue de diamant 2016.

## Faits marquants
L'Américaine Sandi Morris devient la deuxième perchiste de l'histoire, après Yelena Isinbayeva en 2005, à franchir la barre des 5 mètres en plein air.

## Résultats

### Hommes
| Rang | Athlète             | Temps      | Points |
| ---- | ------------------- | ---------- | ------ |
| 1.   | Julian Forte        | 19 s 97 PB | 20     |
| 2.   | Adam Gemili         | 19 s 97 PB | 12     |
| 3.   | Churandy Martina    | 19 s 98    | 8      |
| 4.   | Christophe Lemaitre | 20 s 16    | 6      |
| 5.   | Ramil Guliyev       | 20 s 21    | 4      |
| 6.   | Alonso Edward       | 20 s 23    | 2      |

| Rang | Athlète               | Temps            | Points |
| ---- | --------------------- | ---------------- | ------ |
| 1.   | Adam Kszczot          | 1 min 44 s 36    | 20     |
| 2.   | Kipyegon Bett         | 1 min 44 s 44    | 12     |
| 3.   | Amel Tuka             | 1 min 44 s 54 SB | 8      |
| 4.   | Ferguson Rotich       | 1 min 44 s 59    | 6      |
| 5.   | Alfred Kipketer       | 1 min 44 s 61    | 4      |
| 6.   | Pierre-Ambroise Bosse | 1 min 44 s 63    | 2      |

| Rang | Athlète            | Temps            | Points |
| ---- | ------------------ | ---------------- | ------ |
| 1.   | Timothy Cheruiyot  | 3 min 31 s 34 PB | 20     |
| 2.   | Abdelaati Iguider  | 3 min 31 s 40 SB | 12     |
| 3.   | Asbel Kiprop       | 3 min 31 s 87    | 8      |
| 4.   | Taoufik Makhloufi  | 3 min 32 s 21    | 6      |
| 5.   | Filip Ingebrigtsen | 3 min 32 s 43 PB | 4      |
| 6.   | Robert Biwott      | 3 min 33 s 05 SB | 2      |

| Rang | Athlète                 | Temps      | Points |
| ---- | ----------------------- | ---------- | ------ |
| 1.   | Orlando Ortega          | 13 s 08    | 20     |
| 2.   | Pascal Martinot-Lagarde | 13 s 12 SB | 12     |
| 3.   | Wilhem Belocian         | 13 s 32    | 8      |
| 4.   | Dimitri Bascou          | 13 s 37    | 6      |
| 5.   | David Omoregie          | 13 s 43    | 4      |
| 6.   | Milan Trajkovic         | 13 s 44    | 2      |

| Rang | Athlète                     | Temps            | Points |
| ---- | --------------------------- | ---------------- | ------ |
| 1.   | Conseslus Kipruto           | 8 min 03 s 74    | 20     |
| 2.   | Evan Jager                  | 8 min 04 s 01 SB | 12     |
| 3.   | Mahiedine Mekhissi-Benabbad | 8 min 08 s 15 SB | 8      |
| 4.   | Nicholas Kiptanui Bett      | 8 min 11 s 20    | 6      |
| 5.   | Abraham Kibiwott            | 8 min 12 s 81    | 4      |
| 6.   | Hillary Bor                 | 8 min 13 s 68 PB | 2      |

| Rang | Athlète            | Marque | Points |
| ---- | ------------------ | ------ | ------ |
| 1.   | Erik Kynard        | 2,32 m | 20     |
| 2.   | Mutaz Essa Barshim | 2,32 m | 12     |
| 3.   | Robert Grabarz     | 2,32 m | 8      |
| 4.   | Andriy Protsenko   | 2,29 m | 6      |
| 5.   | Pavel Seliverstau  | 2,29 m | 4      |
| 6.   | Majed Aldin Ghazal | 2,29 m | 2      |

| Rang | Athlète          | Marque    | Points |
| ---- | ---------------- | --------- | ------ |
| 1.   | Luvo Manyonga    | 8,48 m PB | 20     |
| 2.   | Fabrice Lapierre | 8,17 m    | 12     |
| 3.   | Jarrion Lawson   | 8,04 m    | 8      |
| 4.   | Gao Xinglong     | 7,98 m    | 6      |
| 5.   | Emiliano Lasa    | 7,90 m    | 4      |
| 6.   | Damar Forbes     | 7,77 m    | 2      |

| Rang | Athlète             | Marque  | Points |
| ---- | ------------------- | ------- | ------ |
| 1.   | Daniel Ståhl        | 65,78 m | 20     |
| 2.   | Piotr Małachowski   | 65,27 m | 12     |
| 3.   | Lukas Weißhaidinger | 64,73 m | 8      |
| 4.   | Martin Kupper       | 62,49 m | 6      |
| 5.   | Philip Milanov      | 62,38 m | 4      |
| 6.   | Apostolos Parellis  | 62,28 m | 2      |

### Femmes
| Rang | Athlète             | Temps       | Points |
| ---- | ------------------- | ----------- | ------ |
| 1.   | Elaine Thompson     | 10 s 72 =MR | 20     |
| 2.   | Dafne Schippers     | 10 s 97     | 12     |
| 3.   | Christania Williams | 11 s 09     | 8      |
| 4.   | Desiree Henry       | 11 s 12     | 6      |
| 5.   | Carina Horn         | 11 s 14     | 4      |
| 6.   | Simone Facey        | 11 s 23     | 2      |

| Rang | Athlète                 | Temps      | Points |
| ---- | ----------------------- | ---------- | ------ |
| 1.   | Caster Semenya          | 50 s 40 PB | 20     |
| 2.   | Courtney Okolo          | 50 s 51    | 12     |
| 3.   | Stephenie Ann McPherson | 50 s 51    | 8      |
| 4.   | Shericka Jackson        | 50 s 73    | 6      |
| 5.   | Natasha Hastings        | 50 s 84    | 4      |
| 6.   | Olha Zemlyak            | 51 s 44    | 2      |

| Rang | Athlète           | Temps             | Points |
| ---- | ----------------- | ----------------- | ------ |
| 1.   | Almaz Ayana       | 14 min 18 s 89 MR | 20     |
| 2.   | Hellen Obiri      | 14 min 25 s 78 PB | 12     |
| 3.   | Senbere Teferi    | 14 min 29 s 82 PB | 8      |
| 4.   | Etenesh Diro Neda | 14 min 33 s 30 PB | 6      |
| 5.   | Shannon Rowbury   | 14 min 38 s 92 AR | 4      |
| 6.   | Alice Nawowuna    | 14 min 39 s 56 PB | 2      |

| Rang | Athlète             | Temps      | Points |
| ---- | ------------------- | ---------- | ------ |
| 1.   | Cassandra Tate      | 54 s 47 SB | 20     |
| 2.   | Sara Slott Petersen | 54 s 60    | 12     |
| 3.   | Kaliese Spencer     | 55 s 05    | 8      |
| 4.   | Zuzana Hejnová      | 55 s 12    | 6      |
| 5.   | Eilidh Doyle        | 55 s 26    | 4      |
| 6.   | Wenda Nel           | 55 s 41    | 2      |

| Rang | Athlète             | Marque             | Points |
| ---- | ------------------- | ------------------ | ------ |
| 1.   | Sandi Morris        | 5,00 m WL, MR, DLR | 20     |
| 2.   | Ekaterini Stefanidi | 4,76 m             | 12     |
| 3.   | Nicole Büchler      | 4,58 m             | 8      |
| 4.   | Lisa Ryzih          | 4,52 m             | 6      |
| 5.   | Tina Šutej          | 4,42 m             | 4      |
| 6.   | Alysha Newman       | 4,42 m             | 2      |

| Rang | Athlète               | Marque  | Points |
| ---- | --------------------- | ------- | ------ |
| 1.   | Caterine Ibargüen     | 14,66 m | 20     |
| 2.   | Olga Rypakova         | 14,41 m | 12     |
| 3.   | Patrícia Mamona       | 14,16 m | 8      |
| 4.   | Paraskeví Papahrístou | 13,84 m | 6      |
| 5.   | Kimberly Williams     | 13,84 m | 4      |
| 6.   | Dana Velďáková        | 13,59 m | 2      |

| Rang | Athlète         | Marque  | Points |
| ---- | --------------- | ------- | ------ |
| 1.   | Michelle Carter | 19,98 m | 20     |
| 2.   | Valerie Adams   | 19,57 m | 12     |
| 3.   | Anita Márton    | 19,11 m | 8      |
| 4.   | Brittany Smith  | 18,66 m | 6      |
| 5.   | Aljona Dubicka  | 17,79 m | 4      |
| 6.   | Cleopatra Borel | 17,59 m | 2      |

| Rang | Athlète           | Marque     | Points |
| ---- | ----------------- | ---------- | ------ |
| 1.   | Madara Palameika  | 66,18 m NR | 20     |
| 2.   | Barbora Špotáková | 63,78 m    | 12     |
| 3.   | Kara Winger       | 61,86 m SB | 8      |
| 4.   | Martina Ratej     | 60,19 m    | 6      |
| 5.   | Tatjana Holodovič | 59,08 m    | 4      |
| 6.   | Liina Laasma      | 57,95 m    | 2      |

## Légende
Records et Performances
- AR : Record continental (area record)
- CR : Record des championnats (championship record)
- MR : Record du meeting (meet record)
- NR : Record national (national record)
- OR : Record olympique (olympic record)
- PR : Record paralympique (paralympic record)
- PB : Record personnel (personal best)
- SB : Meilleure performance personnelle de la saison (season's best)
- WL : Meilleure performance mondiale de l'année (world leader)
- WJR : Record du monde junior (world junior record)
- WR : Record du monde (world record)

Circonstances et Conditions
- DNF : N'a pas terminé (did not finish)
- DNS : N'a pas pris le départ (did not start)
- DQ : Disqualification (disqualification)
- NM : Aucun essai valable enregistré (No Mark)
- Q : Qualifié « directement » au prochain tour (ou à la prochaine compétition), lors d'une compétition majeure, grâce au classement ou à la réalisation des minima (automatic qualifier)
- q : Qualifié au prochain tour (ou à la prochaine compétition), lors d'une compétition majeure, grâce au repêchage ou à la réalisation de l'une des meilleures performances parmi celles des « non qualifiés directement » (grâce au meilleur temps ou à la meilleure distance par exemple) (secondary qualifier)